# آندرسون روبرتو دا سیلوا لوئیز
آندرسون روبرتو دا سیلوا لوئیز (به پرتغالی: Anderson Roberto da Silva Luiz) مهاجم اهل برزیل است که در شهر Apucarana-pr و در تاریخ ۱ فوریهٔ ۱۹۷۸ به دنیا آمده‌است.
آندرسون روبرتو دا سیلوا لوئیز در تیم‌های فوتبال کورینتیانس سابقهٔ حضور دارد.